# Џонатан Двајт Џоунс
Џонатан Двајт Џоунс (рођен 19. јула 1987. године) је амерички професионални борац мешовитих вештина који је потписао за Ултимативног борилачког шампионата (УФЦ). Познат је као један од највећих бораца мешовитих вештина, он је тренутни шампион тешке категорије у УФЦ. Шампион је још од 29. децембра 2018. године, а претходно је био шампион у периоду од 20. марта 2011. године, до 28. априла 2015. године. Такође је имао и привремену титулу шампиона полутешке категорије.
Са 23 године, победом над Маурицијом Руом, 2011. године, Џоунс је постао најмлађи шампион икада од када је УФЦ увео категорије. Џоунс је власник многих УФЦ рекорда у полутешкој категорији, укључујући и највише одбрана титула, највише победа, најдужи победнички низ, и највише победа полугом. Током већег дела док је био шампион, Џоунс је сматран за најбољег кило-за-кило борац на свету. Никада заустављен, нити са мање бодова, Џоунсов једини пораз у каријери је контраверзна дисквалификација против Мат Хамила, резултат који Хамил и председник УФЦ-а Дана Вајт оспоравају.
Између 2015. и 2017. године, Џоунс је био члан неколико контраверзних дешавања и изгубио је титулу три пута као резултат дисциплинских санкција. Први пут је изгубио титулу и скинут је са званичних ранг листа од стране УФЦ када је 2015. године био ухапшен због саобраћајне несреће. Након враћања у УФЦ, побеђује у оба меча за титулу, против Овинса Саинт Преукс и Даниела Кормиера, али обе победе су поништене након што је Џоунс остао позитиван на тест за недозвољене супстанце, али због додатних суспензија, ти мечеви су преименовану у „без пресуде“. Након што му је суспензија истекла у 2017. години, Џоунс је у 2018. години повратио титулу победивши Александра Густафсона и успешно ју је одбранио у следеће три борбе.

## Младост
Џоунс је рођен 19. јула 1987. године у Рочестеру, Њујорк. Његов отац, Артур, је био свештеник у цркви „Mаунт Синаи“ у Бингамтон, Њујорк. Артур је покушавао да одрвати Џоунса од борилачке каријере, „Желео сам да и он проповеда, покушао сам да га наговорим да одустане од борилачке каријере. Причао сам му да ни он не жели то, да може да ради друге ствари. Да буде свештеник“. Џоунсова мајка, Камила, је преминула 2017. године са 55 година старости, после дуге борбе са дијабетисом.
Џоунс је био један од четворо деце. Његов старији брат, Артур, је пензионисани играч америчког фубдала који је играо за „Балтимор рејвенси“, „Индијанаполис Колтси“ и „Вашингтон Редскинс“, док је његов млађи брат, Чандлер, такође играч америчког фудбала, играо за „Аризона Кардиналси“. Његова старија сестра, Кармен, је преминула од тумора на мозгу пре свог осамнаестог рођендана.

## Почетак каријере
Пре своје ММА каријере, Џоунс је био одличан рвач у средњој школи и првак своје државе у „Унион-Ендикот“ средњој школи у Њујорку. Такође је играо и амерички фудбал као дефанзивац, због свог изгледа, тренер му даје надимак „Бонес“.
Џоунс је свој први професионални ММА меч одрадио у Априлу, 2008. године. Џоунс је имао рекорд 6-0 у наредна три месеца, победивши све своје противнике. У својој последњој борби пре потписивања за УФЦ, Џоунс је победио Мојсија Габина у УФЦ 87, 9. августа 2008. године.

## Ултимативни борац шампионат
Џоунс је прихватио да буде замена Томасу Дрвалу само две недеље пре меча. Џоунс је имао импресиван наступ, обарајући свог противника и користећи необичан стил борбе, као што су ударци лактом и ногом из окрета. Џоунс је победио једногласном одлуком (30—27, 29-28 и 30-27).
У свом другом УФЦ мечу, Џоунс је борио против Стефана Бонара у УФЦ 94, 31. јануара 2009. године. Џоунс је показао невероватне рвачке вештине, изводећи веома снажна обарања. Опет користећи необичан стил борбе као у свом првом мечу, Џоунс је ухватио Бонара за ногу и задао му ударац лактом из окрета који је замало нокаутирао Бонара у првој рунди. Иако је Џоунс изгледао веома уморно у трећу рунди, успео је да оствари још једну победу једногласном одлуком (30—27, 29-28, и 29-28).
Џоунсова трећа борба била је у УФЦ 100 против Џејка О’Брајан, 11. јула 2009. Џоунс је био бољи током целог меча и евентуално је успео да ухвати противника у гиљотину, натерујући О‘Бријена да се преда. У септембру 2009. године, Џоунс је награђен уговором од четири борбе са УФЦ.
У децембру, 2009. године, Џоунс се борио против Мат Хамила у Ултимативни Борац: Тешко Финале. Иако је био доминантан целу борбу, Џоунс је био дисквалификован због коришћења 12-6 лактова. Уједињена Правила Мешовитих Борилачких Вештина су забранила ударце лаковима на доле, и Џоунс је био кажњен само једним поеном од рунде. Међутим, будући да Хамил није могао да настави меч због ишчашеног рамена, Џоунс је био дисквалификован због таквих удараца. Због тога је су прегледани снимци њихове борбе, и комисија је утврдила да су Џоунсови ударци лактом додатно оштећују Хамилов крвав и рањен нос. Ово је први пут да је комисија Неваде применила правило да се преглед снимака одмах обави, у којој су одлуке судија биле подржане комисије, која је снимке прегледавала у успореној брзини како би видели колико су штету нанели ти ударци лактовима. Председник УФЦ Дана Вајт био је огорчен са тиме да је судија Стеве Мазегати пресудио меч као пораз за Џоунса, и сматрао је да меч треба да буде без одлуке. Дана Вајт је 2019. године изјавио како и даље покушава да преокрене резултат тог меча у без пресуде.
Џоунс се борио против Брандона Вере 21. марта 2010, у УФЦ Уживо: Вера против Џоунса. Победио је меч нокаутом након што је Веру оборио ударцем лактом, а након тога наставио да му задаје ударце на земљи. Ударац лактом након којег је заустављен меч је такође Вери нанео три прелома вилице. Џоунс је освојио награду „Нокаут Вечери“.
Џоунс је победио бившег ИФЛ шампиона полутешке категорије Владимира Матушенка нокаутом лактовима 1:52 у првој рунди 1. августа 2010, у УФЦ Уживо: Џоунс против Матушенко. Дана Вајт је обећао Џоунсу велики помак ако победи Матушенка. После меча са Матушенком, Вајт је рекао, „Матушенко је борац за којег имам велико поштовање, и нисам мислио да ће бити овако лако за Џоунса. Џоунс је одличан борац и после ове вечери, ушао је у најбољих осам бораца на свету. Он мора да остане фокусиран и да настави да тренира јако као и до сад. Он је паметан и опасан борац. Зарадиће много пара, и биће веома успешан.“
Након победе над Матушенком, Џоунс је рекао да жели једног од тројице најболјих бораца из полутешке категорије за свог следећег противника. Џоунс је рекао у интервју за Инсајд ММА да ће његов следећи противник бити победник из меча Антонио Ногеира против Рајана Бадера. Такође у том интервју, Џоунс је изјавио да је информисан од стране Дана Вајта и Лоренза Феритете да уколико победи у своја следећа два меча, да ће добити меч за титулу полутешке категорије.
Вајт је касније изјавио да ће Џоунсов следећи противник бити непоражени Рајан Бадер, 5. фебруара 2011, у УФЦ 126. Џоунс је Бадеру нанео први пораз полугом на врату у другој рунди. Џоунс је добио бонус „Полуга Вечери“.

## Шампион полутешке категорије
Одмах после победе над Бадером, у јавност је изашла информација да се изазивач на титулу и Џоунсов тренинг партнер Рашад Еванс повредио, и да неће бити у стању да одради меч за титулу са тадашњим УФЦ прваком полутешке категорије, Маурицијом Руа. У интервјуу после меча, Џое Роган је рекао Џоунсу да ће имати меч за титулу УФЦ полутешке категорије. 19. марта 2011, у УФЦ 128, Џоунс је победио Руа са нокаутом после 2:37 минуте у трећој рунди, и тако постао најмлађи шампион у УФЦ-у.
Џоунсова прва одбрана титуле требала је да буде 6. августа 2011, у УФЦ 133 против Рашада Еванса , свог бишег пријатеља и спаринг партнера, али је Џоунс доживео повреду шаке. Џоунс је требао да иде на операцију шаке, али је одлучио да се одмори и да не иде на операцију после разговора са докторима. Џоунс је због повреде није требао да има меч до децембра 2011. године, али је ипак имао прву одбрану титуле против Квинтона Џаксона 24. септембра 2011, у УФЦ 135. Џоунс је поразио Џаксона полугом на врату, после 1:14 минута у четвртој рунди. И тако постао први противник који је победио Џаксона полугом. Џоунс је 2012. године рекао да му је то била омиљена борба до тад.
Други меч између Џоунса и Рашада, који је био заказан за 10- децембар, 2011. године, у УФЦ 140, је такође био отказан након што је Рашад доживео повреду прста, и Џоунсов нови противник био је Лиото Мачида. Иако је био доста лошији од Мачиде, Џоунс је остварио још једну одбрану титуле полутешке категорије, након што је угушио Мачиду полугом на врату, 4:26минута у другој рунди. Ово је био Мачидин први пораз полугом у каријери.
Џоунс се коначно састао са својим бившим пријатељем и спаринг партнером, Рашадом Евансом, 21. априла 2012. године, у УФЦ 145. Џоунс је из тог меча изашао као победник једногласном одлуком (49—46, 49-46, и 50-45). На УФЦ 145 конференцији за штампу, Дана Вајт је потврдио да ће Џоунсов следећи противник бити Дан Хандерсон. Меч је требало да се одржи у УФЦ 151, али се Хендерсон повукао због бројних повреда. Џоунс је одбио да буде касна замена за борбу против Чаел Шонена након што му је тренер Грег Џексон рекао да ће бити веома тешко да се припреми за меч за само три дана.
Реванш против Лиото Мачиде је требао да се одржи 22. септембра 2012. године, у УФЦ 152, али је Лиото одбио да се бори јер није имао довољно времена да се спреми за меч. Џоунс је уместо Лиота, имао Витора Белфорта за новог противника, којег је победио 22. септембра 2012. године. Џоунс је био велики фаворит у овом мечу(13 према 1).
Витор је умало успео да победи Џоунса полугом у првој рунди, али је Џоунс ипак успео да одбрани титулу полугом у четвртој рунди, и тако изједначио број одбрањених титула са Чак Лиделом. Џоунс је освојио $65,000 вредан Полуга Вечери бонус.
Џоунс се сусрео са Александром Густафсоном, 21. септембра 2013. године, у УФЦ 165. Џоунс је доживео велику посекотину испод ока у првој рунди, али је успео да победи једногласном одлуком судија (48—47, 48-47, и 49-46). После меча, Џоунс је изјавио да му је ово био најтежи меч у каријери, и обојица бораца су морала да иду у болницу после меча. За овај меч добили су „Борба Вечери“ бонус. Овај меч је добио бројне позитивне критике.
Џоунс се требао борити против Гловера Тексеире, 1. фебруара 2014. године, у УФЦ 169, али је меч отказан 7. октобра, од стране УФЦ председника Дана Вајт. Саопштено је 13. новембра 2013. године, да ће се меч одржати 22. фебруара 2014. године, у УФЦ 170, али је меч отказан следећег дана. Меч између Џоунса и Тексеире се коначно одржао 26. априла 2014. године, у Даласу, Тексас. Џоунс је победио једногласном одлуком судија (50—45, 50-45, и 50-45).
Дана Вајт је, 27. априла 2014. године, саопштио да постоји могућност да се реванш између Цоунса и Густафсона одржи у Шведској. Али је 24. маја 2014. године, саопштено да ће се меч одржати у Лас Вегасу, 30. августа 2014. године, у УФЦ 177. Ово саопштење није било званично јер Густафон још није прихватио све услове меча. У јуну меч је и даље био на чекању, и Дана Вајт је објаснио ситуацију „Џоунс не жели да се бори против Густафсона, него ипак жели Данијела Кормиера за противника“.
Уфц је 5. јуна потврдио да ће се реванш између Густафона и Џоунса одржати 27. септембра 2014. године, у УФЦ 178. Густафсон се ипак повукао из овог меча након повреде менискуса. Џоунсова замена требао је да буде Даниел Кормиер у УФЦ 178. Џоунс је доживео повреду ноге током тренинга 12. августа 2014. године, тако да је меч померен за 3. јануар, 2015. године, у УФЦ 182. Џоунс је меч победио једногласном одлуком судија (49—46, 49-46, и 49-46). И тако је постао прва особа која је нанела пораз Даниелу Кормиеру у каријери. Касније је изашла информација да је Џоунс био позитиван на кокаин, месец дана пре почетка меча.

## Прва суспензија и повратак
Џоунс је требао да брани тутулу против Антона Џонсона 23. маја 2015. године, у УФЦ 187. Међутим, 28. априла, Џоунсу је одузета титула и суспендован је из УФЦ-а након изазивања саобраћајне несреће где је ударио трунду жену, и касније је пешке побегао са лица места. Кормијер, који је изгубио против Џоунса у УФЦ 182 у јануар 2015, је заменио Џоунса против Антони Џонсона, којег је победио и тако постао првак УФЦ полутешке категорије.
УФЦ је, 23. октобра 2015. године саопштио да се Џоунс поново вратио у УФЦ, након шест месеци суспензије. Реванш против Кормијера је требао да се одржи 23. априла 2016. године, у УФЦ 197. Међутим, Кормијере се повукао из меча 1. априла, због повреде стопала, и његова замена био је Овинс Саинт Преукс. Џоунс је победио Саинт Преукса једногласном одлуком судија (50—44, 50-45, и 50-45).

## Друга суспензија
Реванш са Кормијером требао је да се догоди 9. јула 2016. године, у УФЦ 200. Међутим, 6. јула 2016. године, Џоунс је суспендован од стране УСАДЕ због пада на допинг тесту 16. јуна. УСАДА је, 7. новембра 2016. године, саопштила да је Џонес суспендован на годину дана. Два дана касније, саопштено је да је Џоунсу одузета привремена титула, и овим је постао први УФЦ борац којим је титула одузета два пута.

## Трећа супензија и повратак
Реванш са Кормијером је поново заказан за 29. јул, 2017. године, у УФЦ 214 у Калифорнији.
Џоунс је победио у том мечу, и тако опет постао првак УФЦ полутешке категорије, нокаутом у трећој рунди. После меча, Џоунс је добио награду за Меч Вечери. Џоунс је после меча, изјавио да је Кормијер узоран шампион. И изазвао је Брок Леснара на меч.
УФЦ је, 22. августа, саопштио да је Џоунс позитиван на допинг тест од стране УСАДЕ, који је узет 28. јула. Џоунс је био позитиван на Туринабол, и анаболичке стероиде. Био је опет суспендован као последица тога. УСАДА је потврдила да су оба узорка која су узета од Џоунс позитивна на Туринабол. Као последица, Калифорнијска државна комисија (КСАК) је преокренула у без суђења. Накнадно, УФЦ председник Дана Вајт је донео одлуку да Џоунсу одузме појас и додели га Даниелу Кормиеру.

## Друга шампионска владавина
Дана 10. октобра 2018. године саопштено је да ће се Џоунс вратити у УФЦ 232, 29. децембра 2018. године, у реваншу против Алексндра Густафсона, за привременог првака УФЦ полутешке категорије. Џоунс је победио Густафсона техничким нокаутом у у трећој рунди, и тако постао привремени првак УФЦ полутешке категорије.
У својој следећој одбрани, Џоунс се борио против Антониа Смита, 2. марта 2019. године, као главни догађај у УФЦ 235. Џоунс је меч добио једногласном одлуком судија (48—44, 48-44, и 48-44).
Џоунс се борио против Тиага Сантоса, 6. јула 2019. године, као главни догађај у УФЦ 239. Меч је добио подељеном одлуком судија, и тако још једном одбранивши своју титулу.
Џоунс се борио против Доминика Рејеса, 8. фебруара 2020. године, као главни догађај у УФЦ 247. Џоунс је меч добио једногласном одлуком судија. Овом победом, Џоунс је поставио УФЦ рекорд за највише победа у низу, са 14. победа.

## Тренинг
Џоунс је тренирао са Тимом БомбСквад из Кортланда, Њујорк, касније је прешсао у Тристар у Монтреал, Канада и недавно у Џексон ММА из Албукуерку, Нови Мексико. Тренирао је са теговима током суспензије од стране УФЦ-а.

## Стил борбе
Џоунс се издваја по својој брзој прилагодљивости и беспрекорној техници у кавезу и описан је као „један од најдинамичнијих, најиновативнијих и некога ко се стално развија бораца у историји ММА спорта и једног од највећих бораца који су икада ушли у октагон. Углавном користи свој велики домет, као и своје рвачке вештине да би задао ударце у необичном стилу.
Користи велики број разноликих удараца, од којих највише ударце у стомак и главу, као и ударце лактом и ногом из окрета, као и свој најпознатији ударац, којим гађа противника у колено. Џоунс је такође сјајан и на поду, где има сјајну способност да нађе начин да зада противнику ударац лактом или коленом.

## Приватни живот
Џоунс и његова вереница Џеси имају три ћерке. Леах, рођена 2008. године; Кармен Николе Џоунс, рођена 2009. године, и Оливиа Хавен, рођена 2013. године. У интервјуу са Џое Роганом, 1. децембра 2016. године, Џоунс је изјавио да има четири ћерке (година 9, 8, 6, и 3) указујући на ћерку рођену пре Леах.
Џоунс је католик, и има тетоважу „Филипљанима 4:13“ на десној страни груди.
Док је Џоунс био на путу као цркви у Персону, Нови Џерзи, 19. марта 2011. године, где је планирао да медитира пар сати пре свог меча са Марурисиом Руа у УФЦ 128. Друштво су му правили његови тренери Мајк Винклеџон и Грег Џексон. Док се њихов возач припремао да их остави, Џоунс је учио старији пар како вичу за помоћ. Жена им је објаснила Винклеџону како је маскирани човек разбио њихов прозор и побегао са њеним ГПС уређајем. Џоунс је, заједно са тренерима, јурио маскираног разбојника, ухватио га, и предао га полицији.
Џоунс је, 8. априла 2012. године, постао први ММА борац који је постао спонзорисан од стране компаније за спортску опрему, Најк. Такође је и први ММА борац са својом линијом патика, и први борац који је потписао уговор са Гатораде и МаслТеч у октагону. Џоунс је саопштио да је поптисао уговор са Рибоком, 16. децембра 2014. године. Међутим, 29. априла 2015. године, Рибок је поништио тај уговор након саобраћајне несреће коју је изазвао Џоунс. Дан касније, Џоунс је такође изгубио уговор и са МаслТеч.